# 喬安娜·察洛
喬安娜·察洛是一名美國編劇、導演和製片人。她以電視劇《天后與草莓》和《馬男波傑克》的工作而知名，也是《大熊餐廳》的共同編劇，以及漫威電影宇宙電影《雷霆特攻隊*》（2025年）的共同編劇。
她曾贏得三座美國編劇工會獎、一座獨立精神獎和一座美國製片人工會獎。她曾四次獲得黃金時段艾美獎提名。
她和丈夫有兩個孩子。他們住在加利福尼亞州洛杉磯。

## 影視作品

### 電影
| 年份 | 標題            | 導演 | 編劇 | 製片人 | 備註 |
| ---- | --------------- | ---- | ---- | ------ | ---- |
| 2025 | 《雷霆特攻隊*》 | 否   | 是   | 否     |      |

### 電視
| 年份      | 標題           | 導演 | 編劇 | 製片人     | 備註                                |
| --------- | -------------- | ---- | ---- | ---------- | ----------------------------------- |
| 2013      | 《上帝救我》   | 否   | 是   | 否         |                                     |
| 2014      | 《Happyland》  | 否   | 是   | 否         |                                     |
| 2014      | 《替補律師》   | 否   | 是   | 否         |                                     |
| 2016–2020 | 《馬男波傑克》 | 否   | 是   | 共同執行   |                                     |
| 2017      | 《》           | 否   | 是   | 共同製片人 |                                     |
| 2019      | 《圖卡和柏蒂》 | 否   | 否   | 顧問       |                                     |
| 2019      | 《Undone》     | 否   | 是   | 共同執行   |                                     |
| 2020      | 《保姆俱樂部》 | 否   | 是   | 共同執行   |                                     |
| 2021      | 《天后與草莓》 | 否   | 是   | 共同執行   |                                     |
| 2022–至今 | 《大熊餐廳》   | 是   | 是   | 執行       | 與克里斯多福·施托雷共同擔任節目統籌 |
| 2022      | 《Lost Ollie》 | 否   | 是   | 共同執行   |                                     |
| 2023      | 《》           | 否   | 是   | 顧問       |                                     |

## 外部連結
- 喬安娜·察洛在互联网电影资料库（IMDb）上的資料（英文）